# Terrorizzati
Terrorizzati (Aterrados) è un film argentino del 2017 scritto e diretto da Demián Rugna.

## Trama
In un quartiere di Buenos Aires si verificano alcune morti violente che sembrano legate al sovrannaturale. Quando l'omicidio di una donna non appare in alcun modo riconducibile a suo marito, che tuttavia era l'unica persona in grado di aggredirla in quel momento, tre studiosi del paranormale decidono di raccontare all'uomo gli altri eventi accaduti in precedenza nel quartiere. In particolare, i tre rivelano le circostanze in cui erano stati contattati da uno degli abitanti del quartiere (poi scomparso nel nulla) e dal commissario della zona, il quale aveva presentato a uno di loro la situazione di una sua ex fidanzata che appariva in uno stato confusionale dopo aver apparentemente riesumato il cadavere del figlio. Dopo i loro racconti, l'uomo autorizza che la sua abitazione venga coinvolta in un'indagine prevista per quella notte: i tre studiosi e lo stesso commissario si dividono quindi fra le tre case in cui si sono verificati fatti paranormali nei giorni precedenti. Le indagini non potranno tuttavia che avere degli esiti nefasti per i tre.

## Distribuzione
Presentato per la prima volta al festival messicano Mórbido Fest nel 2017, il film è successivamente approdato al Festival internazionale del cinema di Mar del Plata. La distribuzione cinematografica in Argentina e nel resto del mondo è avvenuta soltanto nel maggio 2018, con una diffusione in circa 80 sale per quanto riguarda il mercato argentino. L'opera è infine approdata sulla piattaforma streaming Shudder.

## Accoglienza

### Pubblico
Nonostante una diffusione limitata nei cinema argentini, in tale mercato il film si è posizionato al settimo posto tra i film più visti nel primo weekend dalla sua pubblicazione.

### Critica
Sull'aggregatore Rotten Tomatoes il film riceve il 77% delle recensioni professionali positive con un voto medio di 6,8 su 10 basato su 13 critiche.

## Sequel
Nel 2020 Demián Rugna ha rivelato di essere al lavoro su un sequel del film.